# Озерне сільське поселення
Озе́рне сільське поселення (рос. Озёрное сельское поселение) — муніципальне утворення у складі Печорського району Республіки Комі, Росія. Адміністративний центр — селище Озерний.
2011 року до складу сільського поселення була включена територія ліквідованих Красноязького сільського поселення (селище Красний Яг, присілок Бизова) та Кедровошорського сільського поселення (селище Кедровий Шор, присілки Конецбор, Медвежська).

## Населення
Населення — 1479 осіб (2017, 1610 у 2010, 1907 у 2002, 2598 у 1989).

## Склад
До складу поселення входять такі населені пункти:
| Населений пункт      | Населення, осіб (1989) | Населення, осіб (2002) | Населення, осіб (2010) |
| -------------------- | ---------------------- | ---------------------- | ---------------------- |
| Бизова, присілок     | 162                    | 128                    | 122                    |
| Кедровий Шор, селище | 536                    | 341                    | 223                    |
| Конецбор, присілок   | 213                    | 227                    | 191                    |
| Красний Яг, селище   | 584                    | 366                    | 313                    |
| Медвежська, присілок | 107                    | 106                    | 79                     |
| Озерний, селище      | 996                    | 739                    | 682                    |